# 다카쓰카사가
다카쓰카사가(일본어: 鷹司家 다카츠카사케[*])는 일본의 공가 가문으로서 오대 섭관가 중 하나이다.
가마쿠라 시대 중반 후지와라 북가 적류의 고노에 이에자네의 사남 고노에 가네히라가 중시조이다. 가네히라의 자택이 헤이안쿄 다카쓰카사 무로마치에 소재했던 데서 가명이 비롯되었다. 에도 시대의 가독은 1천 ~ 1천 5백 석. 메이지 유신 이후로는 공작가가 되었다. 가몬은 모란이다.
센고쿠 시대 때 다카쓰카사 다다후유를 마지막으로 한 번 단절되었다. 이후 니조 하루요시의 아들 노부후사가 다카쓰카사 가를 재건하여 현대까지 계속된다. 에도 시대 후기에서 막말에 이르기까지는 다카쓰카사 가 당주가 관백을 맡은 일이 많았다. 특히 다카쓰카사 마사미치는 30여년 간 관백으로 재직했다.